# Giffre des Fonds
Le Giffre des Fonds est un affluent rive gauche du Giffre à Sixt-Fer-à-Cheval à l'amont des gorges des Tines (verrou glaciaire).

## Description
Il prend sa source à la combe du Buet dans un cirque perché en cupule ouverte à l'ouest, frontière Suisse entre le Mont Cheval Blanc, le Genévrier et le Mont Buet. 
À l'aval du lac du plan du Buet, ce « Haut Giffre » descend au cirque des fonds et collecte en sa rive gauche les eaux de trois vallées principales (Val d'Anterne et de Sale ; à cette deuxième confluence marque un changement de direction vers le nord en bordure est du désert de Platé d'où adviennent les eaux d'une troisième archéo vallée glaciaire constituée autour du lac de Gers).
Légèrement plus court que le Giffre, on accède à ses sources par le refuge du Grenairon, les Frètes du Grenairon, et le karst du Grenier de Commune où une partie de ses eaux se perdent sous terre par soutirage pour réapparaître au Vivier à Sixt et le long d'un joint de strate jusqu'à la vasque de la mairie.